# Kanawalia szablasta
Kanawalia szablasta (Canavalia gladiata) – gatunek rośliny z rodziny bobowatych w uprawie głównie na terenie Afryki i Azji Południowej, USA, Antyle.

## Morfologia
Bylina pnąca, pokrojem podobna do kanawalii mieczokształtnej, do 10–12 m długości o liściach 3-listkowych. Kwiaty motylkowe w kolorze białawym bądź czerwonawym, kwiatostan groniasty. Owoc – długi strąk, do 70 cm długości z 10-15 nasionami o kolorze żółtawej lub brązowawej.

## Zastosowanie
Niedojrzałe strąki są zjadane jako jarzyna, w stanie dojrzałym nasiona są trujące. Roślinę uprawia się także na nawóz zielony.